# آرتوش هارتیونیان (فرد نظامی)
آرتوش تادئوسی هاروتیونیان (ارمنی: Արտուշ Թադևոսի Հարությունյան؛ زادهٔ ۸ ژوئن ۱۹۴۲ - درگذشته ۴ دسامبر ۲۰۱۲) یک فرد نظامی اهل ارمنستان بود .

## زندگی‌نامه
در ۸ ژوئن ۱۹۴۲ در روستای گتک به دنیا آمد و از آکادمی نظامی فرونزه  فارغ‌التحصیل شد. وی همچنین برنده مدال مارشال باقرامیان، مدال آندرانیک اوزانیان، مدال دراستامات کانایان، نشان پرچم سرخ، مدال بیستمین سال پیروزی در جنگ بزرگ میهنی (۱۹۴۵–۱۹۴۱)، مدال به مناسبت یکصدمین سالگرد تولد ولادیمیر ایلیچ لنین، نشان لنین، شهروند افتخاری گوریس شده است. وی در ۴ دسامبر ۲۰۱۲ در سن ۷۰ سالگی در ایروان درگذشت و در پانتئون کومیتاس شهر ایروان به خاک سپرده شد.

## نگارخانه

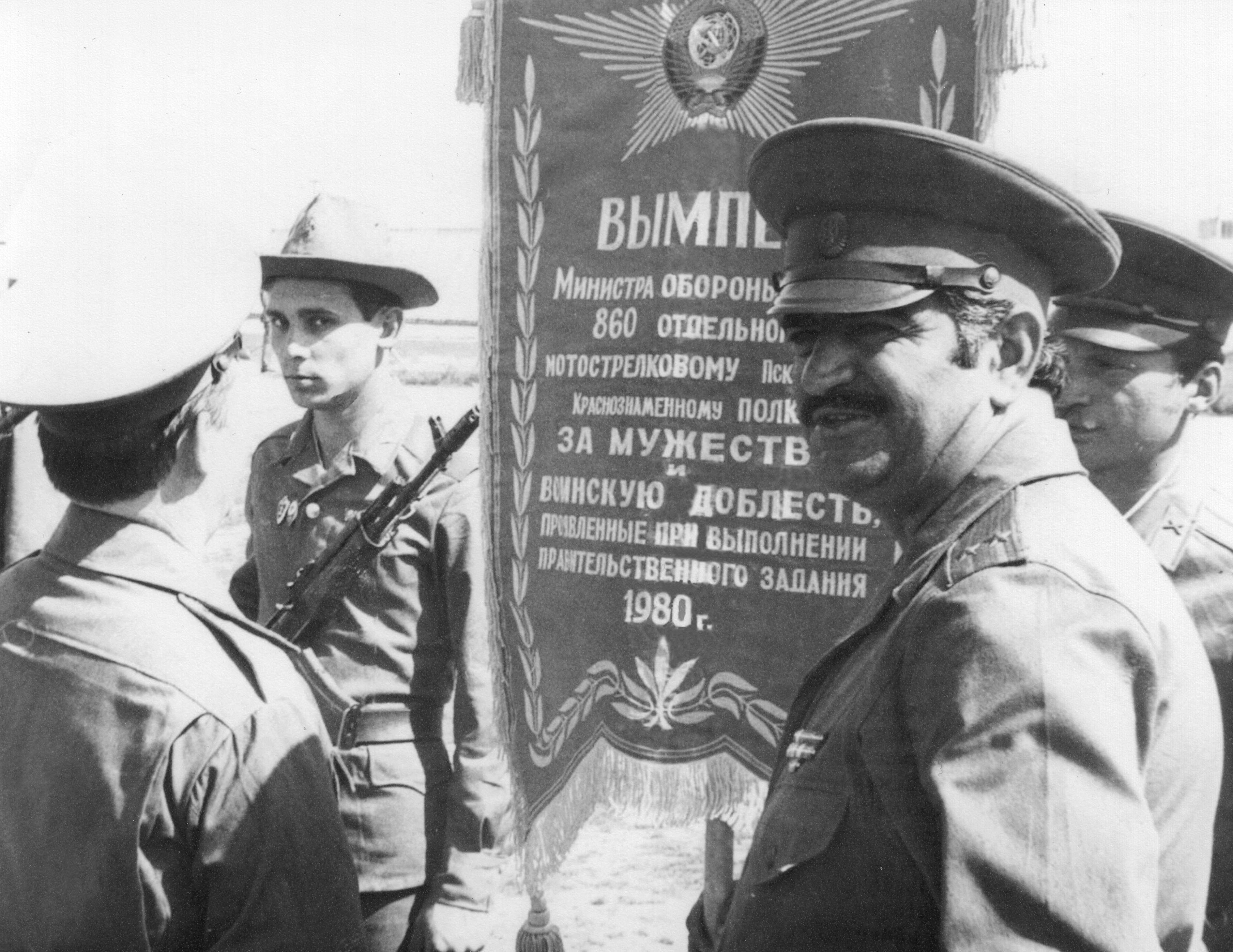
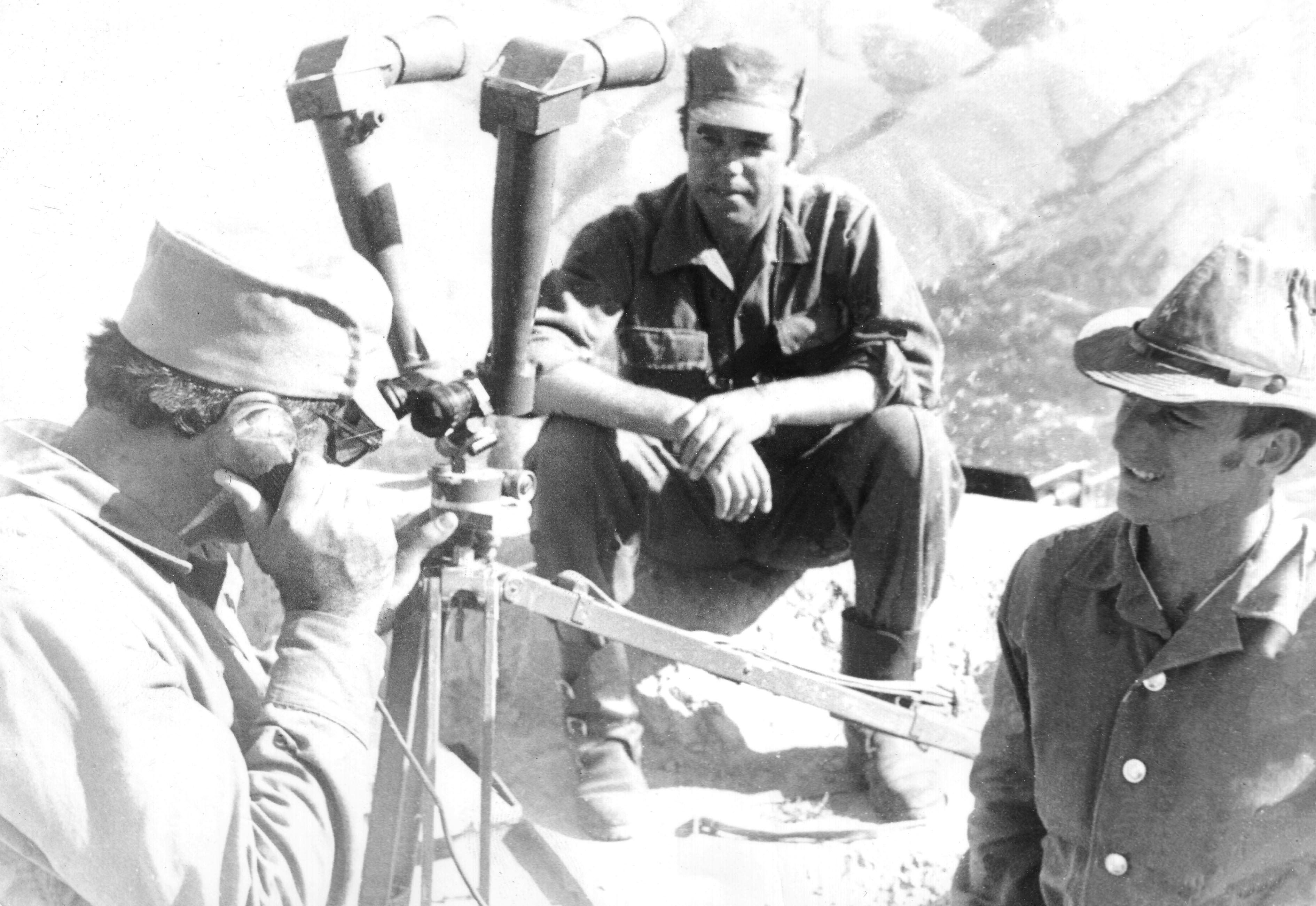
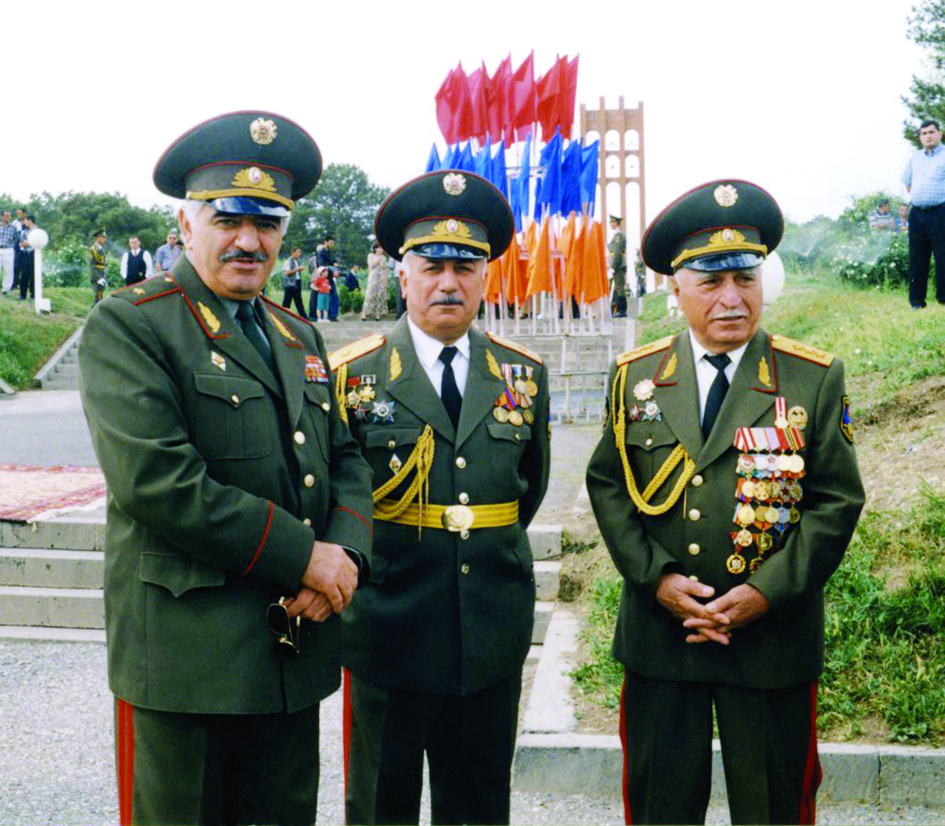

## یادداشت
1. ↑  Մ. Վ. Ֆրունզեի անվան ռազմական ակադեմիա